# Episodi di Poltergeist (terza stagione)
La terza stagione della serie televisiva Poltergeist, composta da 22 episodi, è andata in onda su Sci Fi Channel dal 23 gennaio 1998 al 21 agosto 1998.
In Italia è stata trasmessa da TMC2.
| nº | Titolo originale         | Titolo italiano | Prima TV USA     | Prima TV Italia |
| -- | ------------------------ | --------------- | ---------------- | --------------- |
| 1  | Darkness Falls           |                 | 23 gennaio 1998  |                 |
| 2  | Light of Day             |                 | 30 gennaio 1998  |                 |
| 3  | The Enlightened One      |                 | 6 febbraio 1998  |                 |
| 4  | Stolen Hearts            |                 | 13 febbraio 1998 |                 |
| 5  | Father to Son            |                 | 20 febbraio 1998 |                 |
| 6  | Fallen Angel             |                 | 27 febbraio 1998 |                 |
| 7  | Dream Lover              |                 | 6 marzo 1998     |                 |
| 8  | Debt of Honor            |                 | 13 marzo 1998    |                 |
| 9  | The Light                |                 | 20 marzo 1998    |                 |
| 10 | Hell Hath No Fury        |                 | 10 aprile 1998   |                 |
| 11 | Irish Jug                |                 | 17 aprile 1998   |                 |
| 12 | Metamorphosis            |                 | 24 aprile 1998   |                 |
| 13 | La Belle Dame Sans Merci |                 | 29 maggio 1998   |                 |
| 14 | The Prodigy              |                 | 26 giugno 1998   |                 |
| 15 | The Human Vessel         |                 | 3 luglio 1998    |                 |
| 16 | The Covenant             |                 | 10 luglio 1998   |                 |
| 17 | The Internment           |                 | 17 luglio 1998   |                 |
| 18 | Seduction                |                 | 24 luglio 1998   |                 |
| 19 | Out of Sight             |                 | 31 luglio 1998   |                 |
| 20 | The Last Good Knight     |                 | 7 agosto 1998    |                 |
| 21 | Armies of the Night      |                 | 14 agosto 1998   |                 |
| 22 | The Darkside             |                 | 21 agosto 1998   |                 |